# Arnao de Flandes

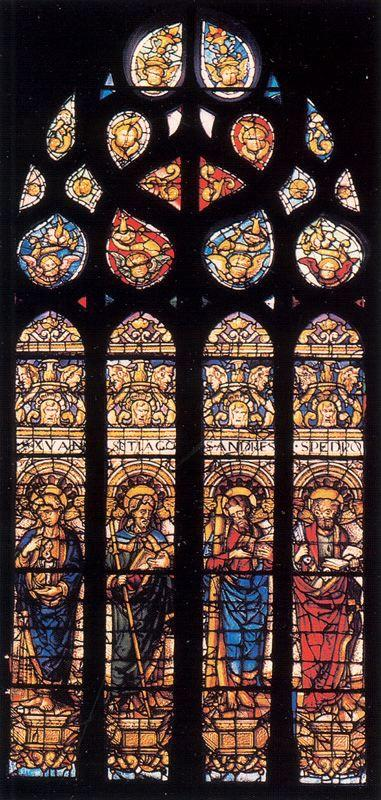
Vitrall realitzat per Arnao de Flandes Fill, per a la Catedral de Sevilla representant a Sant Joan, Sant Jaume, Sant Andreu y Sant Pere.

Arnao de Flandes també anomenat Arnao de Flandes El vell, va ser un mestre vidrier nascut a Flandes en data indeterminada de la segona meitat del segle xv.
Es creu que va arribar a Espanya entre 1480 i 1490 i es va establir a Burgos. Va confeccionar vitralls per a les catedrals d'Avila (1497), Palència (1503) i Burgos (1511-1515).
Els seus dos fills continuant la tradició familiar van ser igualment mestres vidriers. Un d'ells conegut com a Arnao de Flandes Fill, que acostuma a confondre's amb el seu pare en alguns llibres, va treballar per a la Catedral de Sevilla entre (1534-1557). El seu altre fill Arnao de Vergara va realitzar vidrieres per a la Catedral de Sevilla (1525-1538), Catedral d'Astorga (1525-1528) i Monestir de San Jerónimo de Granada (1544-1550).